# Pseudoceramaster regularis
Pseudoceramaster regularis är en sjöstjärneart som beskrevs av Jacques Jangoux 1981. Pseudoceramaster regularis ingår i släktet Pseudoceramaster och familjen ledsjöstjärnor.
Artens utbredningsområde är Filippinerna. Inga underarter finns listade i Catalogue of Life.